# امپراتوری برونئی
امپراتوری برونئی (به مالایی: Empayar Brunei) یا سلطان‌نشین برونئی یک سلطان‌نشین مالایی واقع در برونئی در ساحل شمالی جزیره بورنئو در جنوب شرق آسیا بود. برونئی در حدود قرن پانزدهم میلادی همزمان با سقوط ملاکا به دست پرتغالی‌ها به رشد قابل توجهی دست یافت و حاکمان آن به اسلام گرویدند. این امپراتوری تا پیش از انحطاطش در قرن هفدهم، در مناطق ساحلی بورنئو و فیلیپین گسترش یافته بود.
در اواخر قرن هفدهم، برونئی وارد دوره افول شد که ناشی از نزاع داخلی بر سر جانشینی، گسترش استعمار قدرت‌های اروپایی و دزدی دریایی بود. این امپراتوری به دلیل ورود قدرت‌های غربی مانند اسپانیایی‌ها به فیلیپین، هلندی‌ها در جنوب بورنئو و انگلیسی‌ها در لابوآن، ساراواک و شمال بورنئو قسمت عمده‌ای از سرزمین خود را از دست داد. تا سال ۱۷۲۵، بسیاری از مسیرهای تأمین برونئی توسط سلطان‌نشین سولو تصرف شده بودند.
در سال ۱۸۸۸، سلطان هاشم جلیل‌العالم اقام‌الدین از انگلیس درخواست کرد تا دست‌درازی‌های بعدی را متوقف کند. انگلیس در همان سال «پیمان حفاظت» را با برونئی امضا کرد و این کشور تا زمان استقلالش در سال ۱۹۸۴، به یک کشور تحت‌الحمایه انگلیس تبدیل شد.

تغییرات امپراتوری از سال ۱۴۰۰ تا ۱۸۹۰